# Smrek (Tatry)
Smrek (słow. Smrek) – szczyt o wysokości 2072 m n.p.m. w słowackich Tatrach Zachodnich, w grani łączącej Rohacz Płaczliwy (2126 m) z Barańcem (2182 m).

## Topografia
Wznosi się nad dwoma dolinami; od północno-zachodniej strony nad górnym piętrem Doliny Żarskiej (tzw. Małe Zawraty), od południowo-wschodniej nad górnym piętrem Doliny Jamnickiej. Od Barańca Smrek oddziela Przełęcz nad Puste (1970 m), od Rohacza Płaczliwego Żarska Przełęcz (1916 m). We wschodnim kierunku (do Doliny Jamnickiej) odchodzi od wierzchołka Smreka grzęda oddzielająca dwa duże żleby: Pusty Żleb (po południowej stronie) i Smrekowy Żleb (po północnej stronie). Obydwoma tymi żlebami zimą schodzą duże lawiny. Z grani pomiędzy wierzchołkiem Smreka a Żarską Przełęczą odchodzi na zachód, do kotła Małych Zawratów krótki grzbiet kończący się niewielkim, ale charakterystycznym wzniesieniem Kopy (Homôľka). Z grani między Żarską Przełęczą a Smrekiem do Doliny Jamnickiej wyrasta jeszcze jedna grzęda oddzielająca Rohacki Kocioł od Smrekowego Grzbietu.

## Opis szczytu
Jest to mało wybitny szczyt, zbudowany z łupków krystalicznych i gnejsów. W obydwu jego grzbietach występują charakterystyczne rowy graniowe i zboczowe. Ciągną się one na długości ok. 600 m, głównie na zachodnim zboczu. Badaniem tych bruzd zajmowali się Stefan Kreutz i Andrzej Młodziejewski. Stwierdzili, że są one powiązane z poprzecznym pęknięciem masywu Rohacza Ostrego. Zbocza są trawiaste, i występują w nich wyleżyska porastające wierzbą zielną i kosmatką brunatną.

## Szlaki turystyczne
– żółty z Rohacza Płaczliwego przez Żarską Przełęcz i Smrek na Baraniec.
- Czas przejścia z Rohacza Płaczliwego na Żarską Przełęcz: 35 w obie strony
- Czas przejścia z Żarskiej Przełęczy na Smrek: 45 min, ↓ 30 min
- Czas przejścia ze Smreka na Baraniec: 45 min, ↓ 30 min

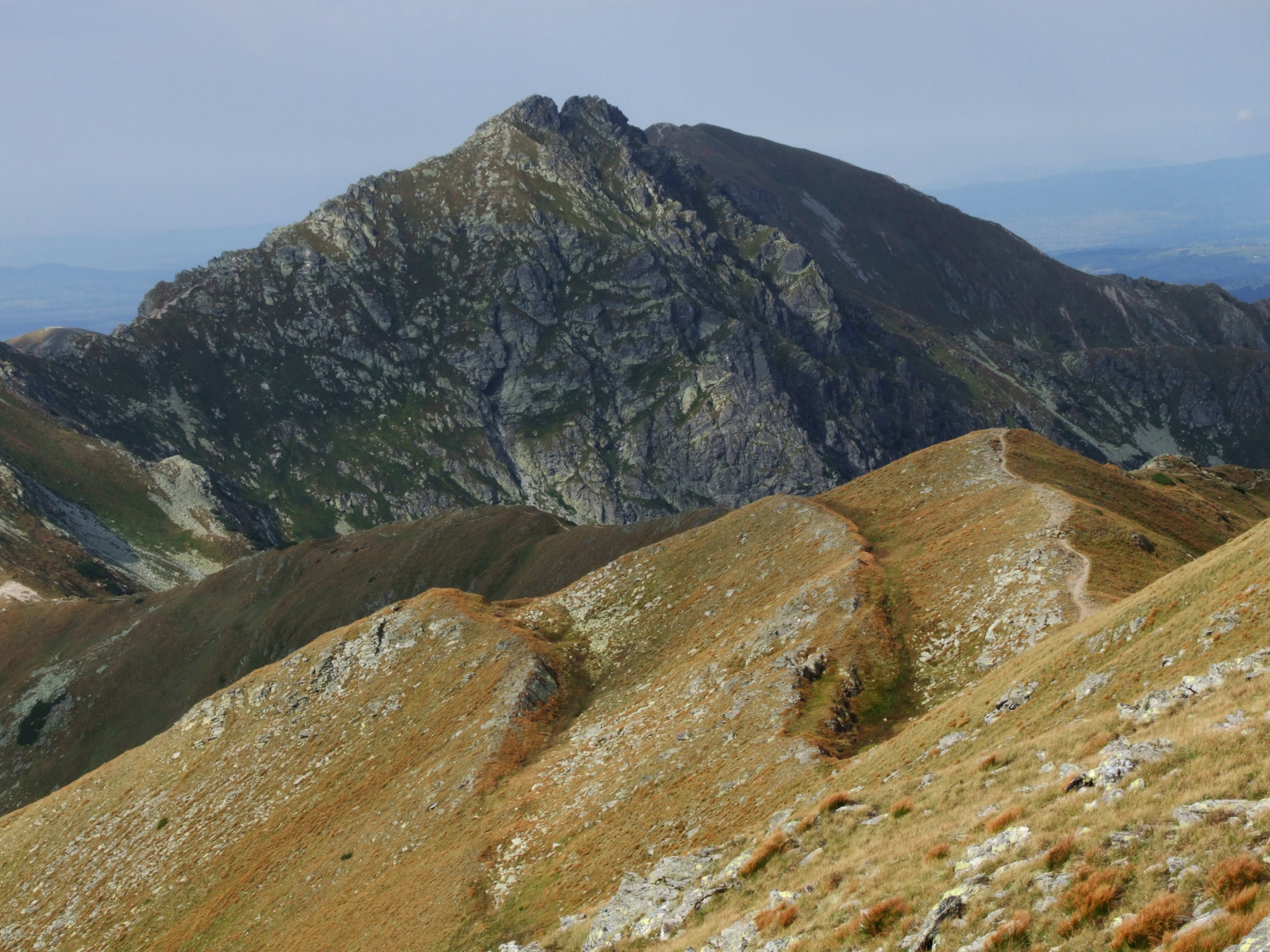
Rowy zboczowe na Smreku. W głębi Rohacz Ostry